# Broughton Rangers
Les Rangers de Broughton (en anglais : Broughton Rangers) sont un ancien club professionnel anglais de rugby à XIII basé à Broughton puis à Gorton sous le nom des Belle Vue Rangers dans la banlieue de Manchester à partir de 1946. Le club disparaît en 1955. Durant son existence, le club a remporté à une reprise le Championnat d'Angleterre (RFL Championship) en 1902 et à deux reprises la Challenge Cup en 1902 et 1911.
Fondé en 1877 en tant que club de rugby, qui devient plus tard le rugby à XV, les Rangers de Broughton prennent part à la fondation de la Northern Rugby Football Union, qui prend le nom plus tard de la Rugby Football League, donnant naissance au rugby à XIII, au Georges Hotel à Huddersfield. Club de premier plan au début du XXe siècle, le club rencontre de nombreuses difficultés sportives à partir des années 1920 et disparaît en 1955.

## Histoire
Le 29 août 1895, le club de Broughton fait partie des vingt-deux membres fondateurs de la Northern Rugby Football Union, qui prend le nom plus tard de la Rugby Football League, qui donne naissance au rugby à XIII au Georges Hotel à Huddersfield.

## Palmarès
| Championnat d'Angleterre (RFL Championship) | Challenge Cup                   |
| ------------------------------------------- | ------------------------------- |
| - Champion (1) : 1902.                      | - Vainqueur (2) : 1902 et 1911. |

En 2018, soit des décennies après leur disparition,  les Rangers font toujours partie du club fermé des dix clubs britanniques qui ont fait le doublé championnat-Coupe d'Angleterre dans la même saison.

## Joueurs emblématiques
| - Stanley McCormick - Bob Seddon |  | - Frank Whitcombe |